# 큰곰자리 세타
큰곰자리 세타는 큰곰자리에 있는 쌍성계이다. 지구에서 약 44.0광년 떨어져 있다. 전통적인 애칭으로는 알 하우드, 사리르가 있다.
주성 큰곰자리 세타 A는 황백색의 F형 주계열성이며 겉보기 등급은 3.17이다. 반면 반성 큰곰자리 세타 B는 주성으로부터 천구상에서 4.1초각 떨어져 있으며 어두운 적색 왜성이다.